# LiquidFriesland
LiquidFriesland war eine Online-Plattform des Landkreises Friesland, durch die eine neue Form der Bürgerbeteiligung verwirklicht werden sollte. Neu an LiquidFriesland war insbesondere die Verknüpfung von Formen der Online-Demokratie mit der durch Landesrecht vorgegebenen Kommunalverfassung. Die Bürgerbeteiligungsplattform startete am 9. November 2012.
Mit Hilfe des Programms LiquidFeedback sollte der Prozess der demokratischen Willensbildung und Entscheidungsfindung unterstützt werden. Bürger des Landkreises Friesland konnten ab der Vollendung des 16. Lebensjahres einen persönlichen Zugang zu dem Programm erhalten und sich an Diskursen über Vorhaben, für die der Landkreis als Gebietskörperschaft zuständig ist, sowie an Abstimmungen über diese Vorhaben beteiligen.
LiquidFriesland wurde vom Kreistag des Landkreises auf Initiative des Landrats Sven Ambrosy (SPD) einstimmig beschlossen. Der Kreistag griff dabei auf ein aus den USA stammendes Demokratiemodell zurück, das in Deutschland zuerst von Teilen der Piratenpartei Deutschland diskutiert wurde. Diese Diskussion war 2009 Anlass für die parteiunabhängige Entwicklung der Software LiquidFeedback durch den Public Software Group e. V.
Am 3. September 2015 stellte Stephan Eisel, Mitarbeiter der Konrad-Adenauer-Stiftung, fest, dass seit dem 10. April 2015 die Bürgerbeteiligungsplattform LiquidFriesland keinerlei Aktivitäten mehr registriert habe. Ende April 2016 wurde die kaum noch genutzte Plattform abgeschaltet. Am 1. Dezember 2016 erfolgte der Neustart. Seither dient LiquidFriesland als Online-Plattform des Landkreises Friesland, auf der Bürger ihre Anregungen, Ideen und Kritik äußern können.

## Verfahren
Das Verfahren der Beteiligung folgt den Regeln der Liquid Democracy: Bürger können ihre Stimme bei Abstimmungen entweder selbst abgeben oder an eine Person ihres Vertrauens im Sinne des Delegated Voting delegieren. Diese Person kann ihr Stimmgewicht auf diese Weise erhöhen.
In der „Projektbeschreibung“ (siehe Weblinks) wird das Verfahren anhand eines konkreten Beispiels verdeutlicht:

„28 Bürger haben sich als Mitglied des Themas ‚Verkehr‘ eingetragen (und damit grundsätzlich Interesse an Einzelthemen aus diesem Bereich signalisiert). 15 Nichtmitglieder von Verkehr haben zusätzlich Interesse am konkreten Thema. Die Grundgesamtheit beträgt dann 43. Es sind 5 Unterstützer/potenzielle Unterstützer für eine der Initiativen erforderlich, um das gesamte Thema (und damit alle Initiativen) in die Diskussion zu bringen. Im Fall des Initiativquorums (‚2. Quorum‘) sind in diesem Beispiel (sofern sich die Grundgesamtheit nicht im Diskussionsprozess verändert hat) 5 Unterstützer erforderlich, damit die jeweilige Initiative abgestimmt werden kann.“

Die ursprüngliche Verwendung der Software wurde allerdings für LiquidFriesland modifiziert: Sie war zunächst für die Willensbildung innerhalb von Parteien und anderen Organisationen, nicht aber für den Einsatz in Kommunen vorgesehen. LiquidFriesland ist das weltweit erste Beispiel für eine derartige Verwendung eines Liquid Democracy-Tools. Zum anderen sollte LiquidFeedback ursprünglich nur eine Bottom-up-Willensbildung ermöglichen, wie sie auch bei LiquidFriesland in Form von Bürgerverfahren möglich ist. Zusätzlich wurde in der LiquidFriesland-Version von LiquidFeedback die Möglichkeit verwirklicht, in einem Top-down-Verfahren Bürger zu Vorhaben der Verwaltung zu befragen (Verwaltungsverfahren).

## Rechtliche Einordnung
Aufgrund der Vorgaben der niedersächsischen Kommunalverfassung kann LiquidFriesland kein Instrument einer Direkten Demokratie sein, also kein Bürgerbegehren und keinen Bürgerentscheid ersetzen. Nur diese Instrumente können zu unmittelbar rechtswirksamen Ergebnissen führen, die auch ein Votum des Kreistags außer Kraft setzen können. Abstimmungsergebnisse durch LiquidFriesland haben bei Bürgerverfahren rechtlich den Charakter einer Anregung im Sinne des § 34 des Niedersächsischen Kommunalverfassungsgesetzes; bei Verwaltungsverfahren wird durch Einholung von Meinungsbildern § 35 des Gesetzes analog angewendet. Die Abgeordneten des Kreistages Friesland sicherten allerdings zu, dass sie die Voten der Bürger bei ihren Abstimmungen berücksichtigen werden.

## Stellungnahmen
Für Irritationen sorgte die Reaktion deutscher Piraten auf das Projekt LiquidFriesland. Janto Just („Pirat“, der auf der Liste „Bürger für Bürger“ in den Kreistag des Landkreises Friesland eingezogen ist) bemängelte zunächst, LiquidFriesland habe nichts mit der von ihm angestrebten direkten Demokratie zu tun, kritisierte nach dem Beginn des Projekts, dort „tummeln sich die üblichen Verdächtigen“ und gab schließlich zur Jahreswende 2012/2013 den Erfolg des Projekts als Erfolg der Piratenpartei aus. Justs anfänglicher Bewertung widersprechen große Teile seiner eigenen Partei und fordern die Unterstützung von lokalen Pilotprojekten zur digitalen Beteiligung nach Vorbild von LiquidFriesland. So stellte Christopher Lauer, Fraktionsvorsitzender der Piratenpartei im Abgeordnetenhaus von Berlin, bereits am 15. August 2012 fest:

„Der Landkreis Friesland zum Beispiel, der macht gerade eine Revolution. Da geht die Post ab. Die haben Liquid Friesland gestartet. Das ist ein Konzept, mit dem die Bürger dieses Landkreises online total mitmischen können. Da sage ich voller Neid: Die sind die Avantgarde der Liquid Democracy in Deutschland. Die Piraten hinken da noch hinterher.“

## Praxiserfahrungen und Zukunftserwartungen
LiquidFriesland startete am 9. November 2012. Im Herbst 2013 lief die Testphase aus. Bis zum 16. Mai 2013 wurden von der Kreisverwaltung 706 Zugangscodes zu LiquidFriesland versandt. Davon wurden 473 in aktive Zugänge umgewandelt. Die Zahl der an den abschließenden Abstimmungen teilnehmenden Nutzer betrug bis zu 50 Nutzer. Bei Initiativen von Bürgerinnen und Bürgern lag die durchschnittliche Abstimmungsbeteiligung bei 22,07 Nutzern, bei Initiativen der Verwaltung bei 27,86 Nutzern. Ein Vertreter der Kreis-CDU kündigte auf einer Kreistagssitzung an, einer Fortsetzung des Projekts nur dann zuzustimmen, wenn bis zum Ende der Testphase regelmäßig mindestens durchschnittlich 100 bis 200 Nutzer an den Abstimmungen teilnehmen.
Im Mai 2014 veröffentlichte Stephan Eisel unter Verweis auf die extrem niedrige Bürgerbeteiligung an der Plattform seine Analyse „Liquid Friesland - ein gescheitertes Experiment“ und löste damit heftige Diskussionen aus. 2015 bewertete Eisel LiquidFriesland sogar als „Internet-Leiche“.
Der Pressesprecher des Landkreises Friesland, Sönke Klug, stellte als Reaktion auf den Evaluationsbericht vom September 2014 fest, Erfolg lasse sich nicht an Nutzerzahlen messen: „Rund 550 Menschen, die sich für Kreispolitik interessieren, die sich per Newsletter informieren lassen, sind wesentlich mehr als vorher, die aktiv ihre Bürgerrechte ausüben. Das ist aus unserer Sicht ein großer Erfolg.“ Abgesehen davon hatte Landrat Ambrosy bereits im September 2013 auf einer Sitzung des Kreistags des Landkreises Friesland die These vertreten, dass Rechte nicht gestrichen werden sollten, wenn sie nicht (genügend) in Anspruch genommen würden. Denn eine Demokratie lebe von der Möglichkeit. Ihr Wesen sei es, dass sie Rechte einräume – die man ausübe oder nicht ausübe. Im Oktober 2015 gab die Gruppe SPD/Grüne im Kreistag des Landkreises Friesland gemeinsam mit Landrat Ambrosy bekannt, dass die Plattform LiquidFriesland „reanimiert“ werden solle.
Günter Hoffmann von der Wiener Zeitung wies im Februar 2015 darauf hin, dass digitale Top-down-Verfahren sich (nicht nur im Landkreis Friesland) als Erfolgsmodell erwiesen hätten. Das überrasche ihn nicht, denn ursprünglich stammten die Beteiligungsplattformen aus der Industrie. Sie würden dort besonders von IT-Unternehmen bei der Produktentwicklung eingesetzt, um das brachliegende und teilweise entkoppelte Wissen von getrennt arbeitenden Mitarbeitern zu bündeln und in die Produktentwicklung einfließen zu lassen. Bei anderen Unternehmen werde die Software zur stärkeren Kundeneinbindung eingesetzt. So ließen sich frühzeitig Trends erkennen und durch kontinuierliches Feedback Innovationszyklen stark verkürzen und auch mögliche Fehler würden oft schneller aufgedeckt und behoben. Diese Entwicklung erreiche jetzt auch die Verantwortlichen in den Kommunen. Jede vierte Behörde wolle ihre Bürger stärker in Verwaltungsentscheidungen einbeziehen und investiere daher in den Dialog. Besonders kleine Kommunen wollten Hoffmann zufolge über elektronische Mitmachplattformen die Bürgerbeteiligung an Politik- und Verwaltungsentscheidungen verbessern.
Participedia empfiehlt: „Um eine Zukunft zu haben und Vorbild für andere Projekte ähnlicher Art zu sein, muss Friesland wohl nach Wegen suchen, die Beteiligung auch für andere Nutzergruppen und über einen längeren Zeitraum hinweg attraktiv zu machen.“ Zur Steigerung der Attraktivität von LiquidFriesland sollen ab 2015 allen akkreditierten Teilnehmern die gesamten Unterlagen, die den Kreistagsabgeordneten für die Beratungen in öffentlichen Sitzungen vorgelegt werden, digital zugänglich gemacht werden.
Der Landkreis Görlitz hob im Dezember 2015 bei der ergebnisoffenen Untersuchung der Frage, ob LiquidFriesland für ihn ein nachahmenswertes Modell sei, hervor, dass „die Analyse bereits bestehender Beteiligungsformate hinsichtlich ihres Wirkungsgrades wie auch die Mitnahme und Qualifizierung der Bevölkerung bereits bei der Einführung eines solchen Instrumentes […] Bedingungen für den nachhaltigen Erfolg eines solchen Formats“ seien.

## Nachahmer
Im Februar 2015 startete der Landkreis Rotenburg (Wümme) die Bürgerplattform ROW nach dem Vorbild von LiquidFriesland; im März 2017 wurde die Abschaffung beschlossen und durch ein Online-Formular im Bereich Anregungen und Kritik auf der Homepage der Landkreisverwaltung ersetzt. Zeitgleich schalteten die Städte Seelze und Wunstorf vergleichbare Plattformen frei.